# مقاطعة تاي بو

موقع مقاطعة تاي بو في هونغ كونغ.

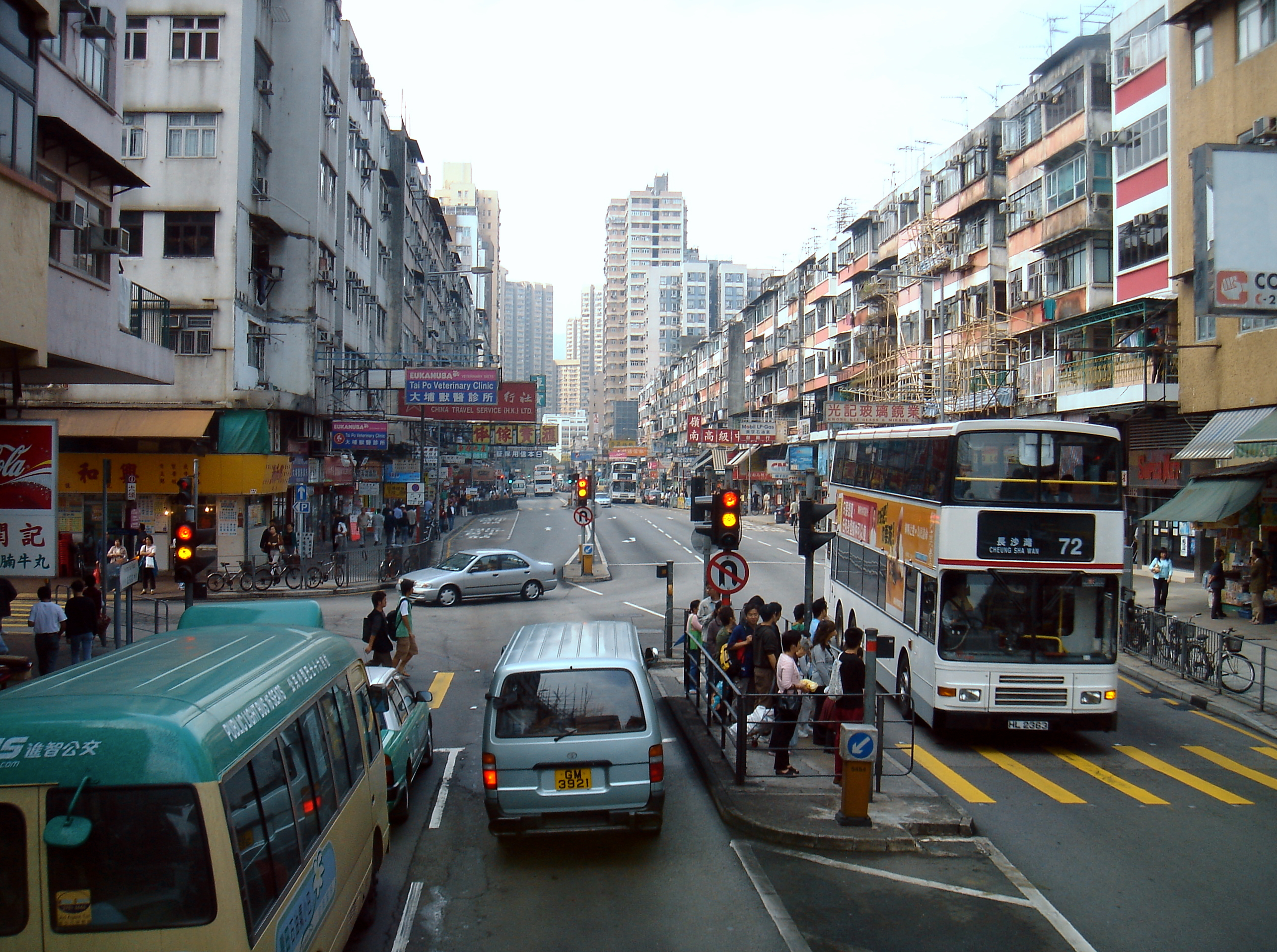
تقاطع الطرق والشوارع في تاي بو

مقاطعة تاي بو (بالصينية: 大埔區) هي واحدة من 18 منطقة إدارية في هونغ كونغ. وهي موجودة في الأقاليم الجديدة.
مثل يوين لونغ، فإن منطقة تاي بو كانت عبارة عن بلدة سوق تقليدي.بلغ عدد سكانها 290.240 نسمة في عام 2001.للمقاطعة ثالث أقل كثافة سكانية في هونغ كونغ.

## المناخ
يظهر الجدول التالي التغييرات المناخية على مدار السنة لمقاطعة تاي بو:
| البيانات المناخية لـمقاطعة تاي بو                                     | البيانات المناخية لـمقاطعة تاي بو | البيانات المناخية لـمقاطعة تاي بو | البيانات المناخية لـمقاطعة تاي بو | البيانات المناخية لـمقاطعة تاي بو | البيانات المناخية لـمقاطعة تاي بو | البيانات المناخية لـمقاطعة تاي بو | البيانات المناخية لـمقاطعة تاي بو | البيانات المناخية لـمقاطعة تاي بو | البيانات المناخية لـمقاطعة تاي بو | البيانات المناخية لـمقاطعة تاي بو | البيانات المناخية لـمقاطعة تاي بو | البيانات المناخية لـمقاطعة تاي بو | البيانات المناخية لـمقاطعة تاي بو |
| الشهر                                                                 | يناير                             | فبراير                            | مارس                              | أبريل                             | مايو                              | يونيو                             | يوليو                             | أغسطس                             | سبتمبر                            | أكتوبر                            | نوفمبر                            | ديسمبر                            | المعدل السنوي                     |
| --------------------------------------------------------------------- | --------------------------------- | --------------------------------- | --------------------------------- | --------------------------------- | --------------------------------- | --------------------------------- | --------------------------------- | --------------------------------- | --------------------------------- | --------------------------------- | --------------------------------- | --------------------------------- | --------------------------------- |
| الدرجة القصوى °م (°ف)                                                 | 26.1 (79.0)                       | 29.3 (84.7)                       | 30.4 (86.7)                       | 32.4 (90.3)                       | 34.7 (94.5)                       | 35.8 (96.4)                       | 37.0 (98.6)                       | 36.5 (97.7)                       | 35.9 (96.6)                       | 33.2 (91.8)                       | 30.8 (87.4)                       | 27.5 (81.5)                       | 37.0 (98.6)                       |
| متوسط درجة الحرارة الكبرى °م (°ف)                                     | 18.2 (64.8)                       | 19.3 (66.7)                       | 21.4 (70.5)                       | 25.3 (77.5)                       | 28.6 (83.5)                       | 30.4 (86.7)                       | 31.5 (88.7)                       | 31.4 (88.5)                       | 30.2 (86.4)                       | 27.7 (81.9)                       | 24.1 (75.4)                       | 20.1 (68.2)                       | 25.7 (78.3)                       |
| المتوسط اليومي °م (°ف)                                                | 15.3 (59.5)                       | 16.5 (61.7)                       | 18.8 (65.8)                       | 22.6 (72.7)                       | 26.0 (78.8)                       | 27.9 (82.2)                       | 28.6 (83.5)                       | 28.5 (83.3)                       | 27.6 (81.7)                       | 25.3 (77.5)                       | 21.3 (70.3)                       | 17.0 (62.6)                       | 22.9 (73.2)                       |
| متوسط درجة الحرارة الصغرى °م (°ف)                                     | 12.6 (54.7)                       | 14.1 (57.4)                       | 16.6 (61.9)                       | 20.4 (68.7)                       | 23.9 (75.0)                       | 25.8 (78.4)                       | 26.2 (79.2)                       | 26.1 (79.0)                       | 25.3 (77.5)                       | 22.9 (73.2)                       | 18.8 (65.8)                       | 14.1 (57.4)                       | 20.6 (69.1)                       |
| أدنى درجة حرارة °م (°ف)                                               | 2.8 (37.0)                        | 4.4 (39.9)                        | 7.1 (44.8)                        | 11.5 (52.7)                       | 15.5 (59.9)                       | 19.7 (67.5)                       | 23.0 (73.4)                       | 23.1 (73.6)                       | 19.9 (67.8)                       | 13.8 (56.8)                       | 7.8 (46.0)                        | 3.7 (38.7)                        | 2.8 (37.0)                        |
| معدل هطول الأمطار مم (إنش)                                            | 24.1 (0.95)                       | 22.1 (0.87)                       | 62.5 (2.46)                       | 127.7 (5.03)                      | 282.4 (11.12)                     | 340.4 (13.40)                     | 298.7 (11.76)                     | 265.9 (10.47)                     | 193.8 (7.63)                      | 80.8 (3.18)                       | 31.4 (1.24)                       | 20.6 (0.81)                       | 1٬750٫4 (68.91)                   |
| متوسط الأيام الممطرة (≥ 0.5 mm)                                       | 4.1                               | 7.0                               | 8.9                               | 11.0                              | 14.3                              | 16.9                              | 15.9                              | 14.5                              | 10.8                              | 5.4                               | 4.8                               | 4.2                               | 117.8                             |
| متوسط الرطوبة النسبية (%) (at {{{time day}}}) (daily average)         | 74                                | 80                                | 81                                | 83                                | 83                                | 83                                | 81                                | 82                                | 79                                | 74                                | 74                                | 70                                | 78                                |
| Average afternoon رطوبة نسبية (%) (at {{{time day}}}) (daily average) | 66                                | 72                                | 73                                | 76                                | 76                                | 77                                | 74                                | 75                                | 72                                | 65                                | 65                                | 60                                | 71                                |
| المصدر: Hong Kong Observatory                                         |                                   |                                   |                                   |                                   |                                   |                                   |                                   |                                   |                                   |                                   |                                   |                                   |                                   |

## وصلات خارجية
- مجلس مقاطعة تاى بو